# Gloster (Luizjana)
Gloster – jednostka osadnicza w Stanach Zjednoczonych, w stanie Luizjana, w parafii DeSoto.